# スタニスラス・メラール
スタニスラス・メラール（Stanislas Merhar、1971年1月23日 - ）は、フランス・パリ出身の俳優。

## 来歴
最初はピアニストを目指していたが、指の怪我で断念する。
映画監督アンヌ・フォンテーヌに見いだされ、『ドライ・クリーニング』（1997年）でデビュー。シャルル・ベルリングとミュウ・ミュウが演じる主人公夫婦を誘惑する、謎の青年役を演じて注目を浴びた。どこか陰のある男性を演じることが多い。

## 映画出演作品
- ドライ・クリーニング Nettoyage à sec  (1997年)
- 巌窟王〜モンテ・クリスト伯 Le Comte de Monte Cristo   (1998年)
- クレーヴの奥方 La Lettre (1999年)
- ナイト・オブ・ゴッド I Cavalieri che fecero l'impresa (2001)
- イザベル・アジャーニの惑い Adolphe (2003年)
- 恋は足手まとい Un fil ala patte (2005年)